# 가지 2세 기라이

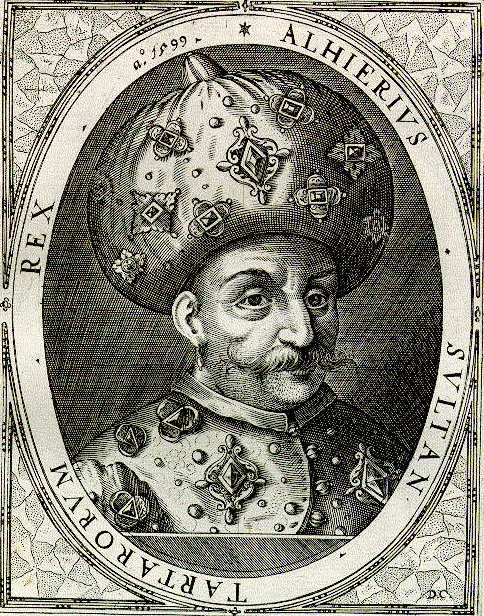
가지 2세 기라이

가지 2세 기라이(크림 타타르어: II Ğazı Geray ٢ غازى كراى)는 크림 칸국의 칸이다. 1591년 모스크바를 침공했으나 실패했다.